# Adrian Peter Bird

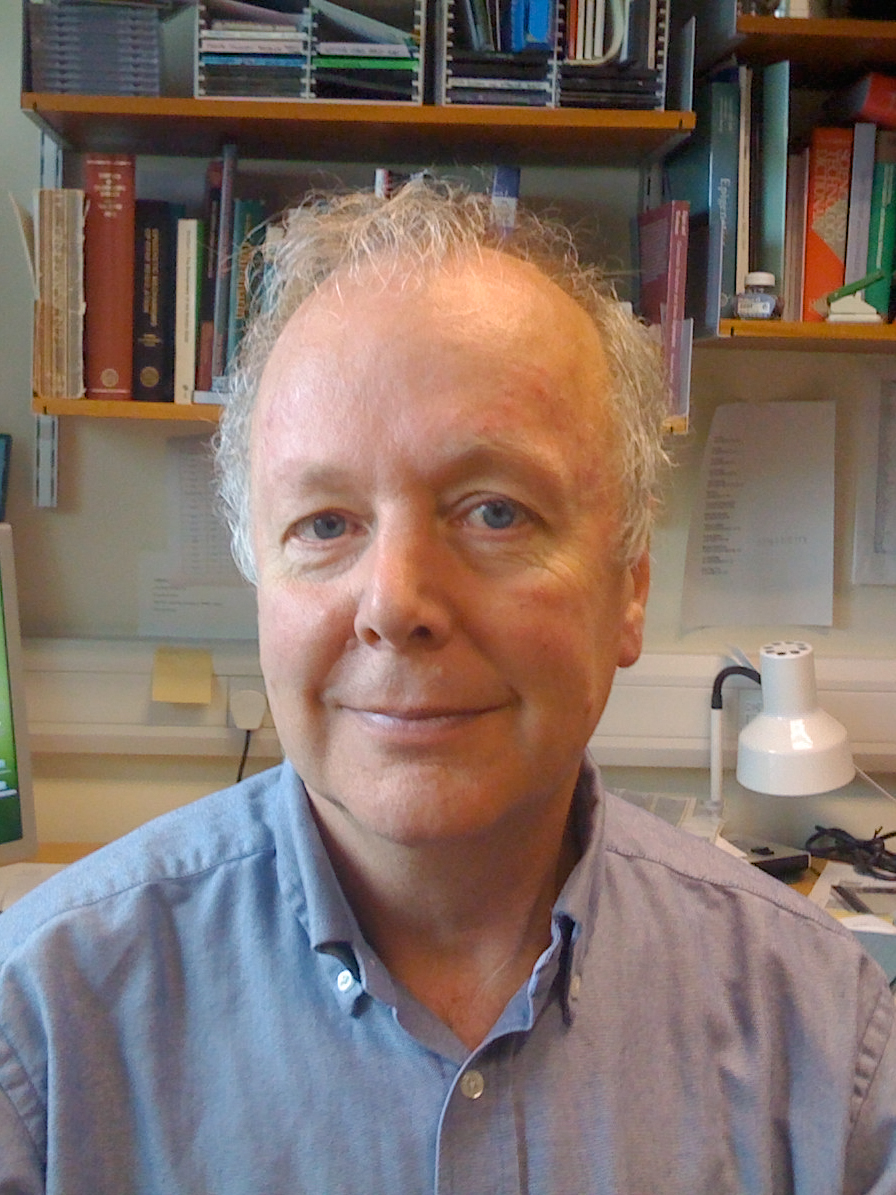
Adrian Bird

Sir Adrian Peter Bird CBE FRS FRSE (* 3. Juli 1947) ist ein britischer Genetiker und Professor an der University of Edinburgh in Edinburgh, Vereinigtes Königreich. Er gilt als einer der Pioniere des wissenschaftlichen Gebietes der Epigenetik.

## Leben
Nach dem Abschluss des Biochemie-Studiums an der University of Sussex in East Sussex, Vereinigtes Königreich, erwarb Bird einen Ph.D. an der University of Edinburgh in Edinburgh, Vereinigtes Königreich. Als Postdoktorand arbeitete er an der Yale University in New Haven, Connecticut, und der Universität Zürich in Zürich, Schweiz. 1987 ging er als Forscher an das neu gegründete Forschungsinstitut für Molekulare Pathologie (IMP) von Boehringer Ingelheim und Genentech in Wien, Österreich.
1990 wurde Bird Professor für Genetik an der University of Edinburgh, wo er half das Wellcome Trust Center for Cell Biology (Wellcome-Trust-Zentrum für Zellbiologie) aufzubauen. Seit 1999 leitet Bird das Zentrum, von 2000 bis 2010 war er einer der zehn Governor (Trustees) des Wellcome Trusts, einer gemeinnützigen Treuhand, die ein Vermögen von etwa 13,4 Milliarden britischen Pfund (Stand 2006) verwaltet.
Seit 2013 zählt ihn Thomson Reuters aufgrund der Zahl seiner Zitationen zu den Favoriten auf einen Nobelpreis (Thomson Reuters Citation Laureates).

## Wirken
Bird konnte wichtige Beiträge zur Aufklärung der Rolle der DNA-Methylierung bei der Genregulation leisten. Er bewies die Existenz nicht-methylierter CpG-Inseln und konnte ihre Bedeutung für die Kartografie von Genen zeigen. Er hat die Rolle der Desaminierung von CpG-Dinukleotiden in der Entwicklung des Genoms aufgeklärt. Bird isolierte außerdem eine Gruppe von Proteinen (die methyl-CpG-binding domain proteins, MDB), die über die Bindung an methylierte Gene in CpG-Inseln die Expression dieser Gene regulieren. Bird konnte zeigen, dass Störungen dieser Gene mit bestimmten neuronalen Erkrankungen, Entwicklungsstörungen und einer erhöhten Empfindlichkeit für Onkogene assoziiert sind.
Bird gelang es, die Symptome des Rett-Syndroms bei Mäusen (als Modellorganismus) rückgängig zu machen. Bird gilt als einer der führenden Experten in der Erforschung des MECP2-Gens, dessen Mutation für die Mehrzahl der Fälle des Rett-Syndroms verantwortlich ist.

## Auszeichnungen (Auswahl)
- 1989 Mitgliedschaft in der Royal Society[6]
- 1991 Mitglied der Academia Europaea[7]
- 1994 Mitgliedschaft in der Royal Society of Edinburgh[8]
- 1999 Gabor Medal der Royal Society[9]
- 1999 Louis-Jeantet-Preis[10]
- 2005 Commander of the British Empire[11]
- 2008 Prix Charles-Léopold Mayer[4]
- 2011 Canada Gairdner International Award[12]
- 2012 GlaxoSmithKline Prize der Royal Society[13]
- 2013 BBVA Foundation Frontiers of Knowledge Award
- 2016 Auswärtiges Mitglied der National Academy of Sciences
- 2016 Shaw Prize
- 2017 Charles Rodolphe Brupbacher Preis für Krebsforschung
- 2018 Buchanan Medal
- 2020 Brain Prize
- 2022 International Prize for Translational Neuroscience